# Aaron Teitelbaum
Aaron Teitelbaum sau Teitelboim (în ebraică: אהרן טייטלבוים(n. 20 octombrie 1947, New York City, New York, SUA) este un rabin american, unul din cei doi conducători ai comunității hasidice Satmar (celălalt fiind fratele său, Zalman Leib). El este fiul rabinului Moshe Teitelbaum și nepotul lui Joel Teitelbaum. Este cunoscut pentru pozițiile sale foarte conservatoare și intransigente, cum ar fi combaterea sionismului sau promovarea unui stil de viață lipsit de tehnologie (telefoane, calculatoare etc).

## Conducerea dinastiei Satmar
Aaron și Zalman se află în conflict pentru conducerea dinastiei Satmar, Aaron conducând comunitatea din Kiryas Joel.

## Ideile privind Sighetu Marmației
Rabinul Aaron consideră Sighetu Marmației un oraș sfânt. Din 2017 a început construcția în oraș a unui complex evreiesc, care urma să cuprindă sinagoga mare ortodoxă restaurată, precum și o școală iudaică, restaurante și un hotel kosher, orașul urmând să devină un loc de pelerinaj pentru evreii ortodocși din întreaga lume. Sinagoga a fost deschisă la data de 5 noiembrie 2021, fiind prezenți peste 500 de evrei din întreaga lume, inclusiv Aaron Teitelbaum.